# Megaselia socia
Megaselia socia är en tvåvingeart som beskrevs av Borgmeier 1962. Megaselia socia ingår i släktet Megaselia och familjen puckelflugor. Inga underarter finns listade i Catalogue of Life.